# 萨乌尔棘豆
萨乌尔棘豆（学名：Oxytropis saurica）为豆科棘豆属下的一个种。